# Bir el Ater
Bir-El-Ater là một đô thị thuộc tỉnh Tébessa, Algérie. Dân số thời điểm năm 2002 là 59.264 người.